# Шахдадкот
Шахдадкот (англ. Shahdadkot) — город в пакистанской провинции Синд, расположен в округе Камбар-Шахдадкот. Население — 89 989 чел. (на 2010 год).

## Географическое положение
Город расположен на правом берегу реки Инд, высота над уровнем моря — 47 метров.

## Сельское хозяйство
Основными культурами в Шахдадкоте являются зерновые и рис.

## Демография
| 1961   | 1972   | 1981   | 1998   | 2010   |
| ------ | ------ | ------ | ------ | ------ |
| 15 043 | 24 323 | 32 888 | 59 836 | 89 989 |